# Kennington (metrostation)
Kennington is een station van de metro van Londen dat werd geopend op 4 november 1890 en wordt bediend door de Northern Line. 

## Geschiedenis

### City and South London Railway
In 1884 kreeg de City of Londen and Southwark Subway (CL&SS) de vergunning voor een ondergrondse lijn tussen King William Street en Elephant & Castle. De aanleg begon in 1886 en in 1887 werd de verlenging tot Stockwell goedgekeurd. In tegenstelling tot de eerder gebouwde metrolijnen die met de openbouwputmethode werden aangelegd moesten de tunnels naar het zuiden op grote diepte geboord worden. De tunnels werden gebouwd met een boorschild onder leiding van James Henry Greathead die eerder de Tower Subway op dezelfde manier had aangelegd. Vanaf Elephant & Castle noordwaarts werden de tunnelbuizen van de CL&SS geboord met een diameter van 3,10 m, ten zuiden van Elephant & Castle werd een diameter van 3,20 m gehanteerd. De perrons met een lengte van 61 m lagen in een buis van 6,1 bij 4,9 m die werd opgebouwd als bakstenen gewelf op een platte vloer. Aanvankelijk zou de metrodienst worden uitgevoerd als een kabeltram naar het voorbeeld van San Francisco, zij het ondergronds. In januari 1889  werd echter besloten tot elektrische tractie, waarmee het de eerste elektrische ondergrondse ter wereld werd. Op 25 juli 1890 werd de naam gewijzigd in City and South London Railway (C&SLR) toen de concessie werd verlengd tot  Clapham Common.
Op 4 november 1890 opende Edward VII het eerste deel van de lijn, waaronder Kennington, officieel, de reizigersdienst begon op 18 november 1890. In 1913 kwam C&SLR in handen van de UERL die op de noordelijke oever van de Thames sinds 1902 meerdere metrolijnen in geboorde tunnels (tubes) had gebouwd. De tunnels van de C&SLR kenden echter een kleine diameter en derhalve krappe metrostellen. UERL wilde de tunnels verbreden om het moderne materieel, zoals op haar andere lijnen, te kunnen inzetten. De toestemming voor de ombouw kwam nog in 1913 maar de Eerste Wereldoorlog betekende opschorting van de ombouw.   

### Hampstead Tube

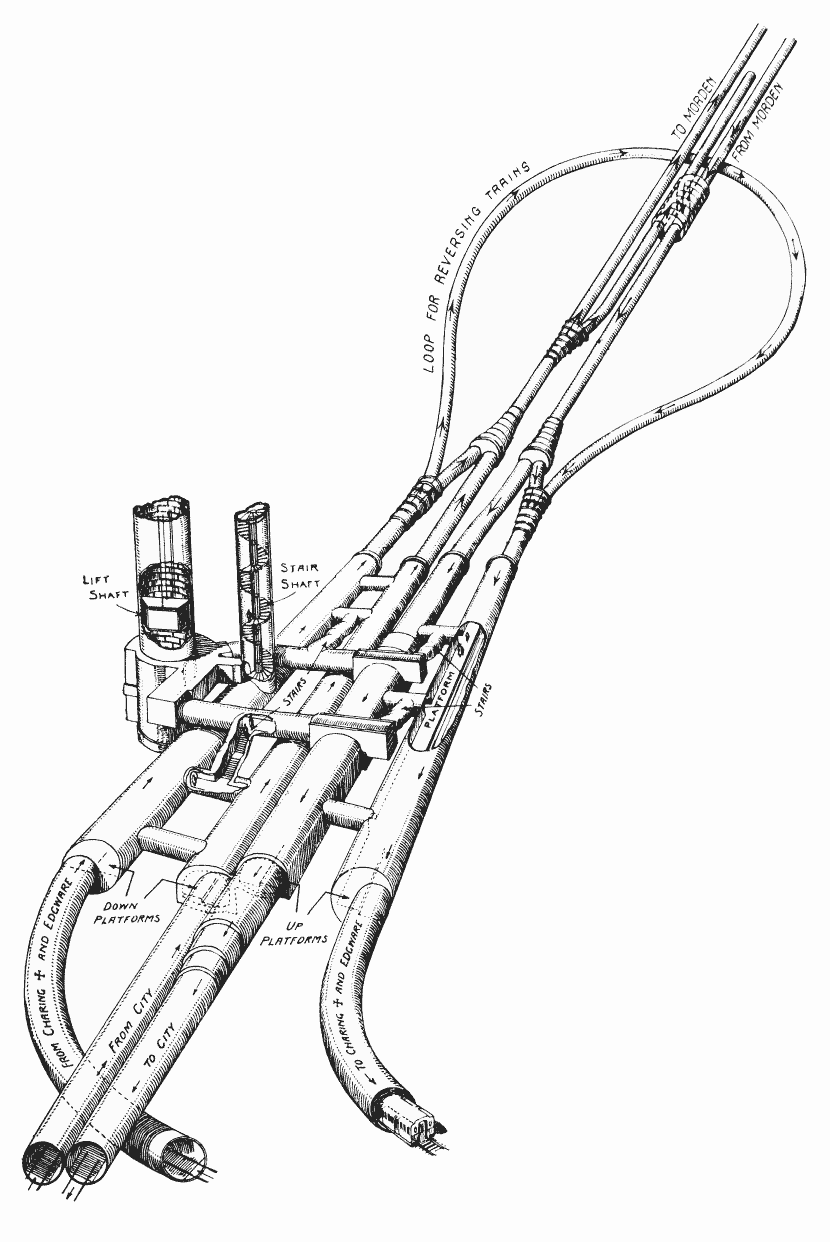
De tunnels van en rond het station gezien uit het noorden

Na de oorlog kreeg de C&SLR toestemming om de ombouw voort te zetten. Daarnaast kwam toestemming om de Charing Cross, Euston and Hampstead Railway, kortweg Hampstead Tube, door te trekken tot Kennington. De ombouw van de tunnels vond plaats in de periode 1922 – 1924, tegelijk werd gewerkt aan de nieuwe tunnel tussen Charing Cross en Kennington die in 1926 gereed was. De UERL was van plan de ombouw zonder de reizigersdienst te onderbreken uit te voeren. Hierbij zou 's nachts worden gewerkt en overdag de dienstregeling worden uitgevoerd. Hiertoe werden boorschilden ontwikkeld met openingen waar metrostellen doorheen konden rijden. Om het werk te vergemakkelijken werd het station van Kennington op 1 juni 1923 gesloten en omgebouwd tot opslagplaats. De perrons werden vervangen door opstelsporen voor de speciewagens. Vanuit de tuin van een aangrenzend huis werd een toegangsschacht tot de tunnels aangelegd. De personenliften werden gebruikt om de wagons over te brengen tussen de tunnels en het oppervlak. De aansluiting van de Hampstead Tube werd gerealiseerd door aan de buitenkant van de tunnels van de C&SLR twee nieuwe tunnels met perron op hetzelfde niveau parallel aan die uit 1890 te bouwen. De perrons in de bestaande tunnels lagen aan de oostkant van de sporen op versprongen niveaus. Om een overstap tussen de beide takken mogelijk te maken werd tijdens de ombouw het perron voor de metrodienst richting the city aan de westkant van het spoor gelegd. Tussen de bestaande tunnels en de nieuwe werden ten beheove van de overstappers dwarsverbindingen gebouwd. Door de bouw van de perrontunnel aan de oostkant werd de verbinding tussen de liften en de perrons doorsneden. Daarom werden 3,4 m boven de oorspronkelijke nieuwe verbindingstunnels tussen de perrons de liften en de noodtrap gebouwd. Ook kregen alle perrons een lengte van 110 m in een bredere tunnel van gietijzeren schachtringen, in plaats van de originele baksteen. De ombouw van het station was op 6 juli 1925 gereed, de dienst tussen Kennington en Charing Cross, de West-End route, ging op 13 september 1926 van start. 
Net als eerder bij Embankement werd bij het nieuwe zuidelijke eindpunt van de Hampstead Tube, Kennington, weer een eindlus gebouwd, in dit geval ten zuiden van het station. Tussen de tunnelbuizen naar het zuiden kwam een kopspoor waar metrostellen uit The City kunnen kopmaken. Omdat de tunnels voor de metro's naar het zuiden lager liggen dan die voor de andere richting is er tussen de oostelijke tunnelbuis en de overloopwissels naar de westelijke tunnelbuis een helling van 1:40 naar het kopspoor dat plaats biedt aan twee metrostellen. Aan de zuidkant van de perrons liggen overloopwissels tussen de sporen in dezelfde richting zodat het mogelijk is om ook van/naar Morden via de Hampstead Tube te rijden. Hoewel de Hampstead Tube en de C&SLR door de aansluitingen bij Kennington en Camden Town waren geïntegreerd duurde het nog tot 1937 voordat de gemeenschappelijke naam Northern Line werd ingevoerd. 

### Sneldienst
Na de Tweede Wereldoorlog werd de vervoersbehoefte in en rond Londen in kaart gebracht. Het verslag uit 1946 liet zien dat de lijn naar Morden de drukste was van de Londense metro en dat aanvullende capaciteit nodig was. Hiertoe werd voorgesteld om tussen Kennington en Tooting Broadway tunnels onder de bestaande te leggen voor een sneldienst die ten zuiden van Tooting Broadway de bestaande stations zou bedienen. De metro's van en naar The City zouden dan hun eindpunt bij Tooting Broadway krijgen terwijl de sneldienst vast gekoppeld zou worden aan de West-End route. Dit voorstel werd niet overgenomen door London Passenger Transport Board en haar rechtsopvolgers.

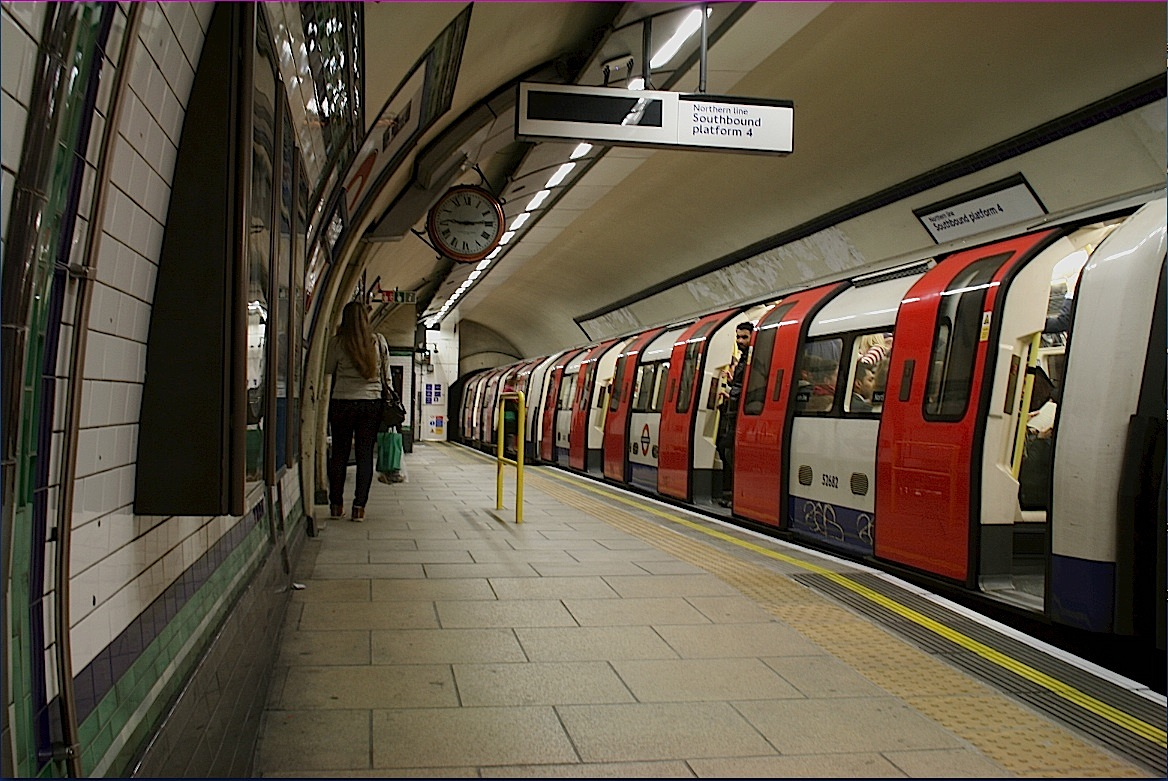
Het perron voor de metro's richting Morden.
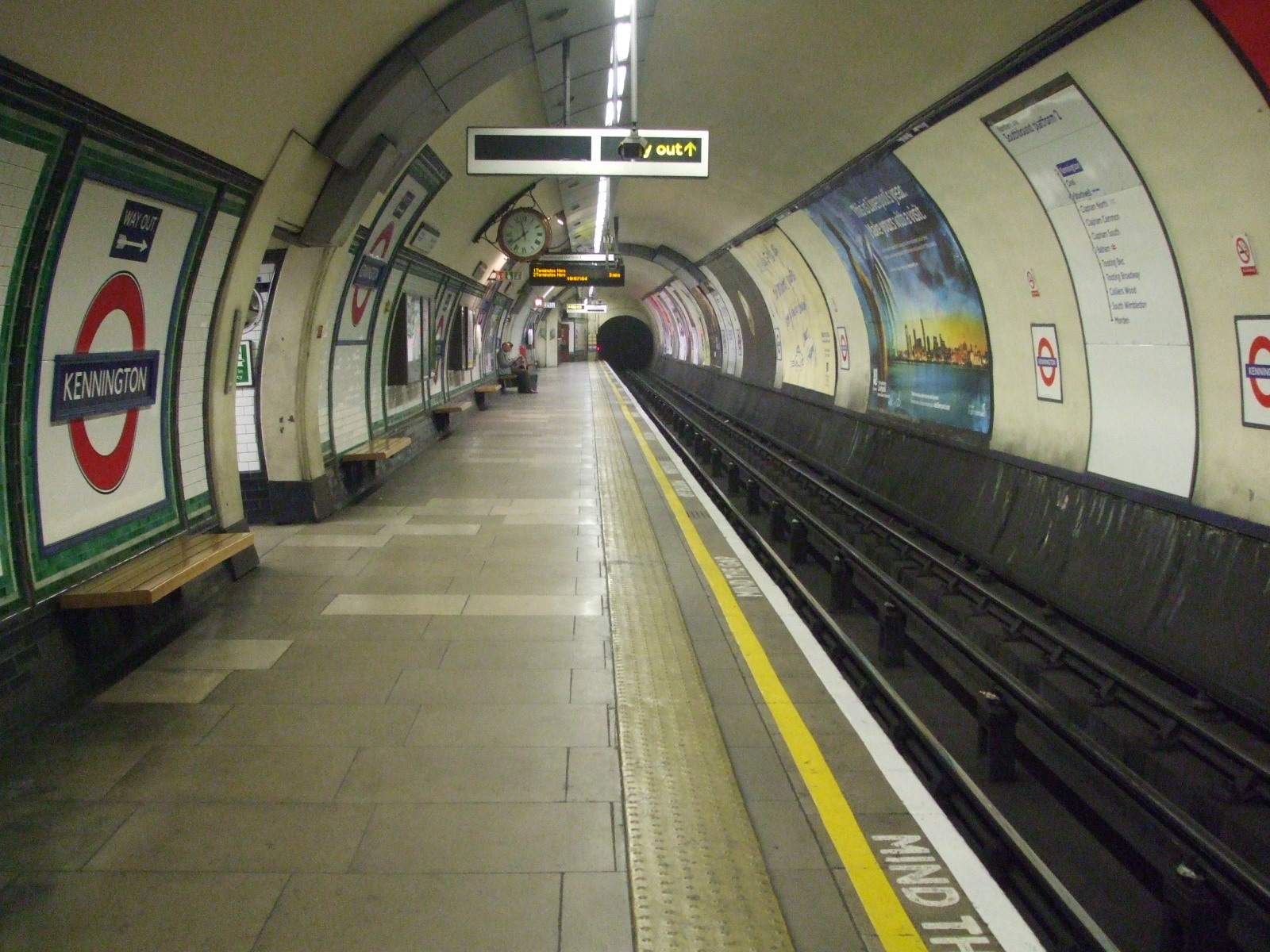
Het perron voor de metro's richting de Kennington-loop.
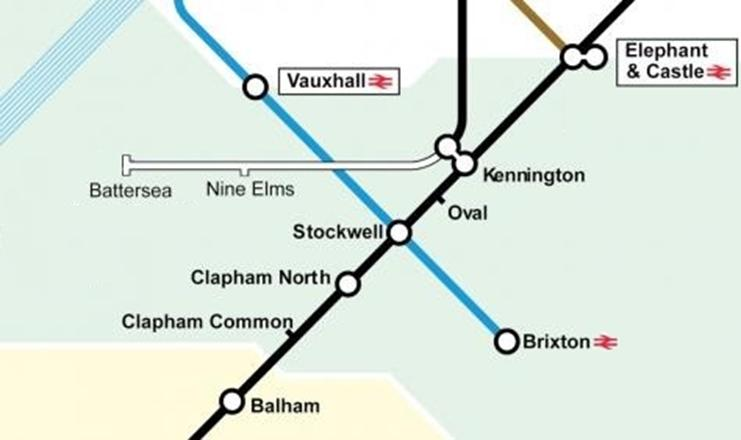
De Northern Line extension in het wit.

### Northern Line extension
In 2014 kreeg Transport for London (TfL) toestemming om de West-End route door te trekken van Kennington naar Battersea via aftakkingen in de bestaande eindlus. Hiertoe zijn ter hoogte van de aftakkingen, onder de Radcot Street en de Harmsworth Street, tijdelijke schachten gebouwd voor de bouwwerkzaamheden. Bij Kennington Green en Kennington Park zijn toegangsschachten gebouwd voor ventilatie en de nooduitgangen. Hoewel volgens TfL het aantal in- en uitstappers niet wezenlijk zal veranderen als gevolg van de verlenging naar het zuidwesten worden wel extra verbindingen tussen de perrons gebouwd voor de overstappers. In verband met de verlenging is het station van zone 2 verplaatst naar tariefzone 1 & 2. De nieuwe route westwaarts vanaf Kennington met de stations Nine Elms en Battersea Power Station werd op 20 september 2021 in dienst genomen.

## Ligging en inrichting
Het bovengrondse stationsgebouw op de hoek van Kennington Park Road en Braganza Street is ontworpen door T.P. Figgis. Het bakstenen gebouw heeft een koepel waarin de hydraulische apparatuur voor de liften was ondergebracht. Deze hydraulische aandrijving is later vervangen door een compactere elektrische die eveneens in de koepel is ondergebracht. Aangezien de andere stations van de C&SLR waren gesloopt of herbouwd tijdens de ombouw van de lijn tussen 1922 en 1926, waaronder soms de vervanging van liften door roltrappen, was Kennington het enige nog in vrijwel originele staat verkerende station van de lijn en daarom werd het station op 21 augustus 1974 op de monumentenlijst gezet. C&SLR wilde het station New Street noemen zoals de Braganza Street in 1890 heette. Het station is op 4 november 1890 geopend als Kennington. De reizigersstroom tussen stationshal en perrons gaat van meet af aan per lift , al is er ook een wenteltrap beschikbaar. De perrons voor de metro's naar het noorden liggen een halve verdieping hoger dan die voor de andere richting. De binnenste tunnel naar het noorden steunt hierbij deels op het gewelf van de tunnel naar het zuiden. Hierdoor was het mogelijk om de reizigers tussen de lift aan de oostkant en het perron in de tunnel naar het noorden ongelijkvloers de tunnel naar het zuiden te laten kruisen. In verband met de bouw van de perrons voor de West End route werden het perron en het spoor in de oorspronkelijke westelijke tunnelbuis omgewisseld. De liftkoker werd ingekort en de reizigers gaan sinds 6 juli 1925 via reizigerstunnels boven de sporen van en naar de perrons. De afwerking van de tunnelwanden en de doorgangen rond de perrons werd in 1925 uitgevoerd volgens het tegelschema van Charles Holden dat voor de nieuwe stations van de West End route en de verlenging aan de zuidkant was ontworpen. Tijdens grootonderhoud in 2005 werd o.a. dit tegelwerk vervangen door nieuwe tegels. 

## Reizigersdienst
Het station bevindt zich in Travelcard-zones 1 en 2, tussen de stations Oval en Waterloo of Elephant & Castle. De metro's via de West End route keren doorgaans via de eindlus zonder reizigers, hoewel een aantal spits- en avonddiensten doorrijden tot Morden. De overige metro's van en naar Morden rijden door The City van en naar Edgware of High Barnet. De frequentie varieert gedurende de dag, tussen 5:37 uur en 0:33 uur wordt naar het noorden gereden met een interval tussen de 3 en 5 minuten, tussen 6:01 uur en 0:46 uur wordt naar het zuiden gereden met een interval tussen de 2 en 5 minuten. Als de zuidwesttak gereed is zullen de metrostellen van de West End route daar over doorrijden en zal nog slechts een enkele dienst keren bij Kennington.  